# گویکان
گویکان (انگلیسی: Güicán) یک منطقه مسکونی در کشور کلمبیا است.